# Wojna bizantyńsko-sasanidzka (602–628)
Wojna bizantyńsko-sasanidzka z lat 602–628 – ostatnia i najbardziej wyniszczająca z serii wojen bizantyńsko-sasanidzkich toczonych między Cesarstwem Bizantyńskim i imperium perskich Sasanidów.
Poprzedni konflikt z lat 572–591 zakończył się po tym, jak cesarz Maurycjusz pomógł sasanidzkiemu pretendentowi do tronu – Chosrowowi II – objąć władzę. W 602 roku Maurycjusz został zamordowany przez swego politycznego rywala – Fokasa. Chosrow pod pretekstem zemsty za śmierć swego dobroczyńcy wypowiedział Bizancjum wojnę. Konflikt trwał niemal trzy dekady. Był najdłuższym ze wszystkich dotychczasowych wojen, toczonych między dwoma państwami. Walki prowadzono na większości obszaru Bliskiego Wschodu i w części Europy Wschodniej; w Egipcie, na terenie Syrii, Palestyny, w Mezopotamii, na Kaukazie i w Anatolii, a także pod murami samego Konstantynopola.
Mimo że Persowie odnosili spore sukcesy podczas pierwszej fazy wojny w latach 602–622, podbijając większość Syrii, Palestyny, Egiptu i część Anatolii, to wstąpienie na tron Bizancjum Herakliusza w końcu doprowadziło do sasanidzkiej porażki. Kampanie Herakliusza na ziemiach perskich w latach 622–626 odwróciły sytuację, zmusiły Sasanidów do obrony i pozwoliły Bizancjum przejąć inicjatywę. W sojuszu z Awarami Persowie podjęli ostatnią próbę zdobycia Konstantynopola w 626 roku, ale zostali pokonani. Następnie w 627 roku Herakliusz zaatakował centrum państwa Sasanidów, zmuszając Persów do zawarcia pokoju.
Po zakończeniu konfliktu obie strony były bardzo osłabione, wyczerpały większość zasobów ludzkich i materialnych. Nie były więc w stanie skutecznie bronić się przed nagłą ekspansją muzułmańskiego kalifatu, którego armie zaatakowały oba państwa zaledwie kilka lat po zakończeniu wojny. Siły arabskie szybko podbiły całe imperium Sasanidów i pozbawiły Bizancjum terytoriów Syrii, Palestyny, Kaukazu, Egiptu i północnej Afryki.

## Tło wojny
Po dekadach walk, które nie przyniosły rozstrzygnięcia, cesarz bizantyński Maurycjusz zakończył wojnę z Persami (trwającą od 572 do 591 roku), pomagając wygnanemu sasanidzkiemu księciu Chosrowowi (przyszłemu Chosrowowi II) odzyskać tron z rąk uzurpatora Bahrama Czobina. W ramach rewanżu sasanidzki władca miał przekazać Bizancjum część północno-wschodniej Mezopotamii, większość Armenii i kaukaską Iberię. Co ważniejsze dla bizantyńskiej gospodarki, cesarstwo nie musiało już płacić trybutu Persom. Następnie Maurycjusz rozpoczął nowe kampanie na Bałkanach, aby powstrzymać najazdy Słowian i Awarów.

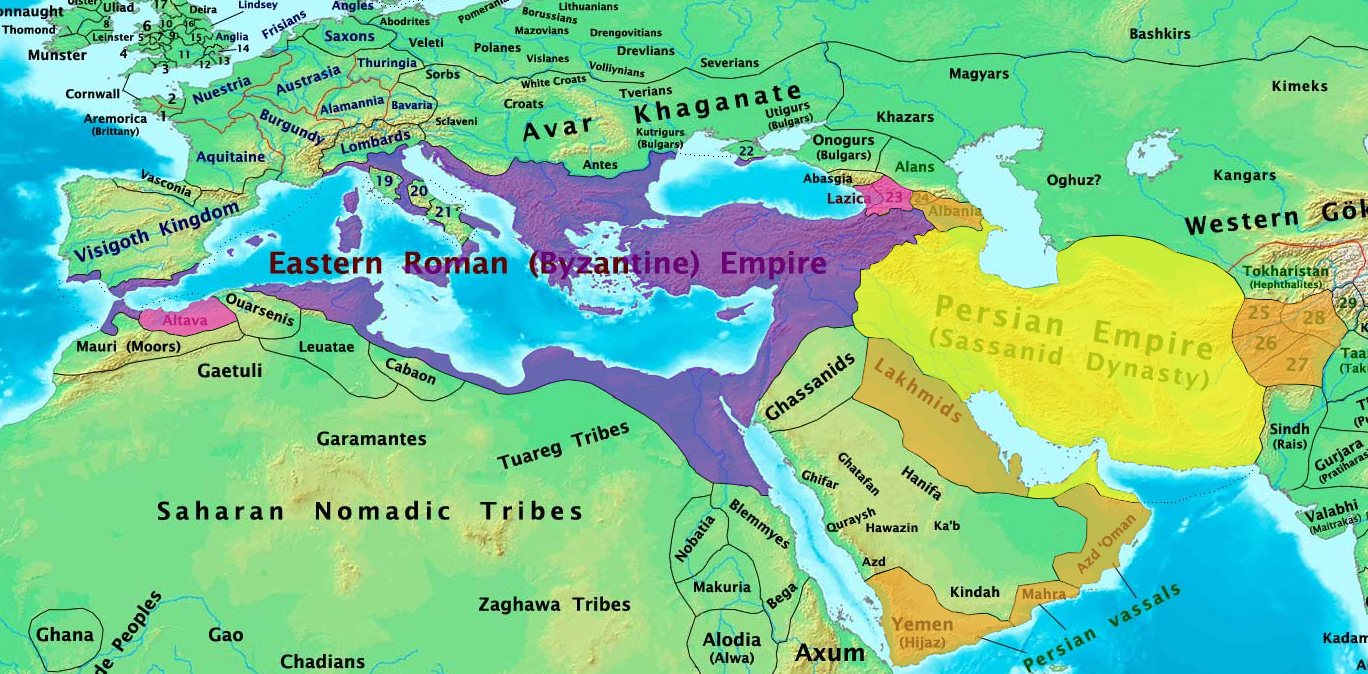
Cesarstwo Bizantyńskie (kolor fioletowy) i Imperium Sasanidów (kolor żółty) oraz ich wasale (kolory odpowiednio: różowy i pomarańczowy) na początku VII wieku

Wspaniałomyślność poprzedniego cesarza – Tyberiusza II Konstantyna (panował w latach 574–582) – spowodowała opróżnienie bizantyńskiego skarbca, czemu Maurycjusz próbował zaradzić, zaostrzając politykę finansową, m.in. obniżając wynagrodzenia w armii. Sprawiło to jednak, że stał się niepopularny wśród żołnierzy. W 602 roku, kiedy dowodził oddziałami na Bałkanach, próbując zaoszczędzić pieniądze, zdecydował się spędzić zimę na ziemiach barbarzyńców za Dunajem, co wywołało otwarty bunt. Armia ogłosiła cesarzem Fokasa, trackiego centuriona. Maurycjusz próbował bronić się w Konstantynopolu, uzbrajając kibiców Niebieskich i Zielonych, dwóch głównych zespołów biorących udział w wyścigach rydwanów na miejskim hipodromie, ale oddziały te okazały się nieskuteczne. Maurycjusz zbiegł, lecz wkrótce został pochwycony i zabity przez żołnierzy Fokasa.

## Początek konfliktu

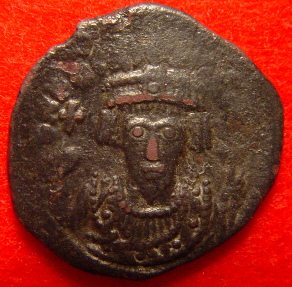
Srebrny miliaresion przedstawiający Fokasa

Na wieść o zabójstwie Maurycjusza Narses, bizantyński zarządca prowincji Mezopotamii, zbuntował się przeciwko Fokasowi i zajął Edessę, główne miasto regionu. Fokas nakazał Germanusowi rozpocząć oblężenie Edessy, co z kolei skłoniło Narsesa do wezwania na pomoc Chosrowa. Sasanidzki władca skwapliwie zgodził się pomścić śmierć Maurycjusza, swojego „przyjaciela i ojca”, i wykorzystał sytuację do zaatakowania Bizancjum z zamiarem odzyskania Armenii i Mezopotamii.
Germanus zginął w bitwie z Persami i Fokas powierzył zadanie rozprawienia się z Narsesem eunuchowi Leoncjuszowi, jednocześnie wysyłając drugą bizantyńską armię przeciwko Chosrowowi. Narsesowi udało się wymknąć, a na dodatek druga armia Bizancjum została pokonana w pobliżu Dary, co doprowadziło do zajęcia przez Persów tej ważnej fortecy w 605 roku. Gdy Narses powrócił do Konstantynopola, by negocjować warunki pokoju, Fokas nakazał go pojmać i spalić żywcem, tracąc tym samym kompetentnego dowódcę. Jego śmierć i fiasko próby zatrzymania Persów poważnie osłabiły prestiż Fokasa.

## Rebelia Herakliusza
Dowódca gwardii cesarskiej (zwanej excubitores) i zięć Fokasa – generał Herakliusz Starszy, pełniący funkcję Egzarchy Afryki – pod naciskami Priskusa zbuntował się w 608 roku. Ogłosił siebie i swego syna noszącego to samo imię konsulami, tym samym zgłaszając pretensje do tytułu cesarskiego, i rozpoczął bicie monet, przedstawiających ich obu w konsularnych togach.
Na wieść o działaniach Herakliusza wybuchły bunty w Syrii i Palestynie. W 609 lub 610 roku zmarł patriarcha Antiochii Anastazjusz II, co stało się przyczyną nasilenia się konfliktu w mieście. Wiele źródeł twierdzi, że w walkach licznie brali udział Żydzi, aczkolwiek nie jest jasne, czy byli członkami jednej z frakcji, czy walczyli przeciwko chrześcijanom. Fokas zareagował, powierzając Bonusowi,  zarządcy Wschodu (comes Orientis), powstrzymanie przemocy. Ten ukarał Zielonych, jedno ze stronnictw wyścigów konnych w Antiochii, za udział w zamieszkach. Niektórzy, np. John Julius Norwich, twierdzą, że Bonus próbował przymusowo nawracać Żydów na chrześcijaństwo, nawet tych, którzy walczyli w pierwszej linii. To spowodowało, że Fokas stał się dla społeczności żydowskiej wrogiem.
Herakliusz Starszy polecił swojemu bratankowi Niketasowi zaatakowanie Egiptu. Bonus wyruszył nad Nil, próbując powstrzymać Niketasa, jednak został przez niego pokonany w bitwie nieopodal Aleksandrii. Zwycięzca zdołał zająć całą prowincję w 610 roku. Ustanowił swoje rządy przy pomocy Jana Jałmużnika, który został wybrany patriarchą Aleksandrii dzięki jego wsparciu.
Główne siły rebeliantów zostały zaangażowane w morskim ataku na Konstantynopol, prowadzonym przez młodego Herakliusza, który miał zostać nowym cesarzem. Zorganizowany opór przeciwko atakującym wkrótce wygasł i Fokas został wydany Herakliuszowi przez patrycjusza Probosa (Focjusza). Wkrótce przeprowadzono egzekucję Fokasa, jednak dopiero po sławnej wymianie komentarzy między zwycięzcą i pokonanym:

– Czy to w ten sposób – zapytał Herakliusz – rządziłeś Imperium?
– Czy ty – odpowiedział Fokas z niespodziewanym ożywieniem – będziesz nim rządził lepiej?”

Niedługo po tym Starszy Herakliusz prawdopodobnie zmarł, ponieważ późniejsze źródła nie wymieniały już jego imienia.
Po wykwintnej ceremonii zaślubin ze swoją siostrzenicą Martyną i po koronowaniu przez patriarchę Konstantynopola 35-letni Herakliusz rozpoczął rządy jako cesarz Bizancjum. Poważne zagrożenie dla nowego władcy stanowił brat Fokasa – Komencjolusz, dowodzący sporą armią w centralnej Anatolii. Po zamordowaniu go przez armeńskiego dowódcę Justyna, ta armia miała zostać skierowana przeciwko Sasanidom. Wykonanie tego manewru uległo jednak opóźnieniu, co pozwoliło Persom wkroczyć bardziej w głąb Anatolii. Aby zwiększyć dochody i obniżyć wydatki państwa, Herakliusz ograniczył liczbę pracowników kościelnych opłacanych z kasy imperialnej. Wykorzystanie różnych ceremoniałów pozwoliło mu usankcjonować prawnie swoją dynastię, a wsparcie dla rządów prawa wzmocniło jego pozycję wewnętrzną. Poważny problem dla Imperium stanowiło zewnętrzne zagrożenie.

## Postępy Persów

Mapa granicy rzymsko-perskiej z okresu późnej starożytności (zawiera granicę z roku 591)

Sasanidzi wykorzystali wojnę domową w Bizancjum do zajęcia Syrii i rozpoczęcia ataków na samą Azję Mniejszą. W 609 roku podbili Mardin i Amidę, w 610 zajęli Edessę, którą Bizantyńczycy uważali za miasto nie do zdobycia, gdyż wierzyli, iż Chrystus swego czasu obiecał królowi Edessy Abgarowi V zwycięstwo nad wszystkimi wrogami. Oprócz tego w 608 roku Persowie zorganizowali wypad, który dotarł do Chalkedonu, miasta położonego naprzeciw Konstantynopola, po drugiej stronie Bosforu, a w 609 roku zdobyli Cezareę w centralnej Anatolii.
Wstąpienie na tron Herakliusza początkowo niewiele zmieniło na froncie walki z Persami. Podczas pierwszych lat swego panowania próbował on zawrzeć pokój z Sasanidami, skoro Fokas, pierwotny casus belli, został obalony. Persowie, w obliczu sporych sukcesów swoich wojsk, odrzucili te propozycje. Prawdopodobnie celem Sasanidów było przywrócenie (a nawet poszerzenie) granic dawnego imperium Achemenidów poprzez zniszczenie Bizancjum, aczkolwiek z powodu utraty perskich archiwów nie można tego dowieść.
Już na wczesnym etapie wojny Persowie zmusili Bizancjum do obrony na dwóch głównych frontach, czyli w Armenii i nad Eufratem. Mimo że był to długi proces, to jednak już przed objęciem rządów przez Herakliusza Sasanidzi zajęli Armenię, wkroczyli do Kapadocji i, prowadzeni przez swego dowódcę Szahina, zdobyli Cezareę. Tam Priskus, zięć Fokasa, rozpoczął trwające rok oblężenie, mające na celu uwięzienie perskiej armii w murach miasta.

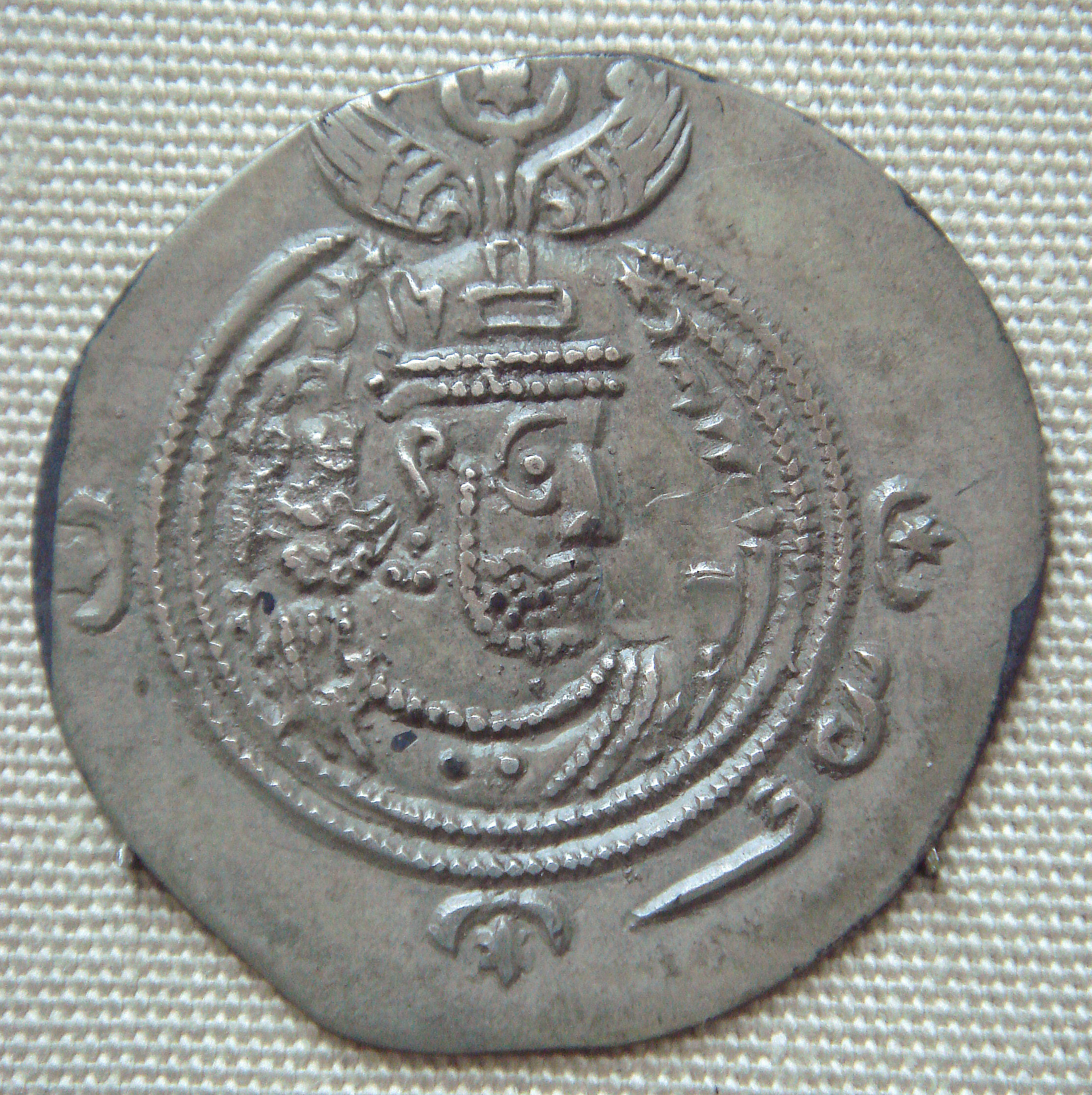
Srebrna moneta Chosrowa II

Uświęconym zwyczajem bizantyńscy cesarze nie dowodzili osobiście wojskami w bitwach. Herakliusz zignorował tę tradycję. Dołączył do Priskusa oblegającego Persów w Cezarei, lecz dowódca armii udał chorobę i nie spotkał się z cesarzem. Była to zawoalowana zniewaga wobec Herakliusza, który ukrył swoją niechęć do Priskusa i powrócił do stolicy w 612 roku. W międzyczasie oddziały Szahina zdołały wydostać się z oblężenia Priskusa i spaliły Cezareę, co rozwścieczyło Herakliusza. Priskus został wkrótce usunięty ze stanowiska wraz z innymi osobami lojalnymi wobec Fokasa, a nowym głównodowodzącym został Filippikus, stary dowódca Maurycjusza. Nie był on kompetentnym dowódcą. Unikał otwartej bitwy z Persami, więc Herakliusz osobiście objął dowództwo wojsk (razem ze swoim bratem Teodorem), aby ostatecznie wzmocnić własną kontrolę nad armią.
Chosrow wykorzystał nieudolność generałów Herakliusza i zaatakował bizantyńską Syrię, powierzając dowództwo wojsk Szarbarazowi. Herakliusz próbował powstrzymać inwazję pod Antiochią, spotkał się nawet z Teodorem z Sykeonu, by prosić o błogosławieństwo na czas bitwy. Starcie dwóch armii w pobliżu miasta zakończyło się dotkliwą porażką wojsk dowodzonych przez cesarza i Niketasa, choć szczegóły nie są znane z powodu braku wiarygodnych źródeł. Po tym zwycięstwie Persowie zgładzili patriarchę Antiochii, złupili miasto i przesiedlili wielu mieszkańców. Bizantyńczycy przegrali ponownie, próbując bronić obszaru na północ od miasta, w Cylicyjskich Wrotach. Następnie Persowie zajęli Tars i równinę Cylicji. Ta porażka podzieliła Bizancjum na dwie części: z Konstantynopolem, bizantyńską Anatolią po jednej stronie i Syrią, Palestyną, Egiptem oraz północną Afryką po drugiej.

## Perska dominacja

### Zdobycie Jerozolimy

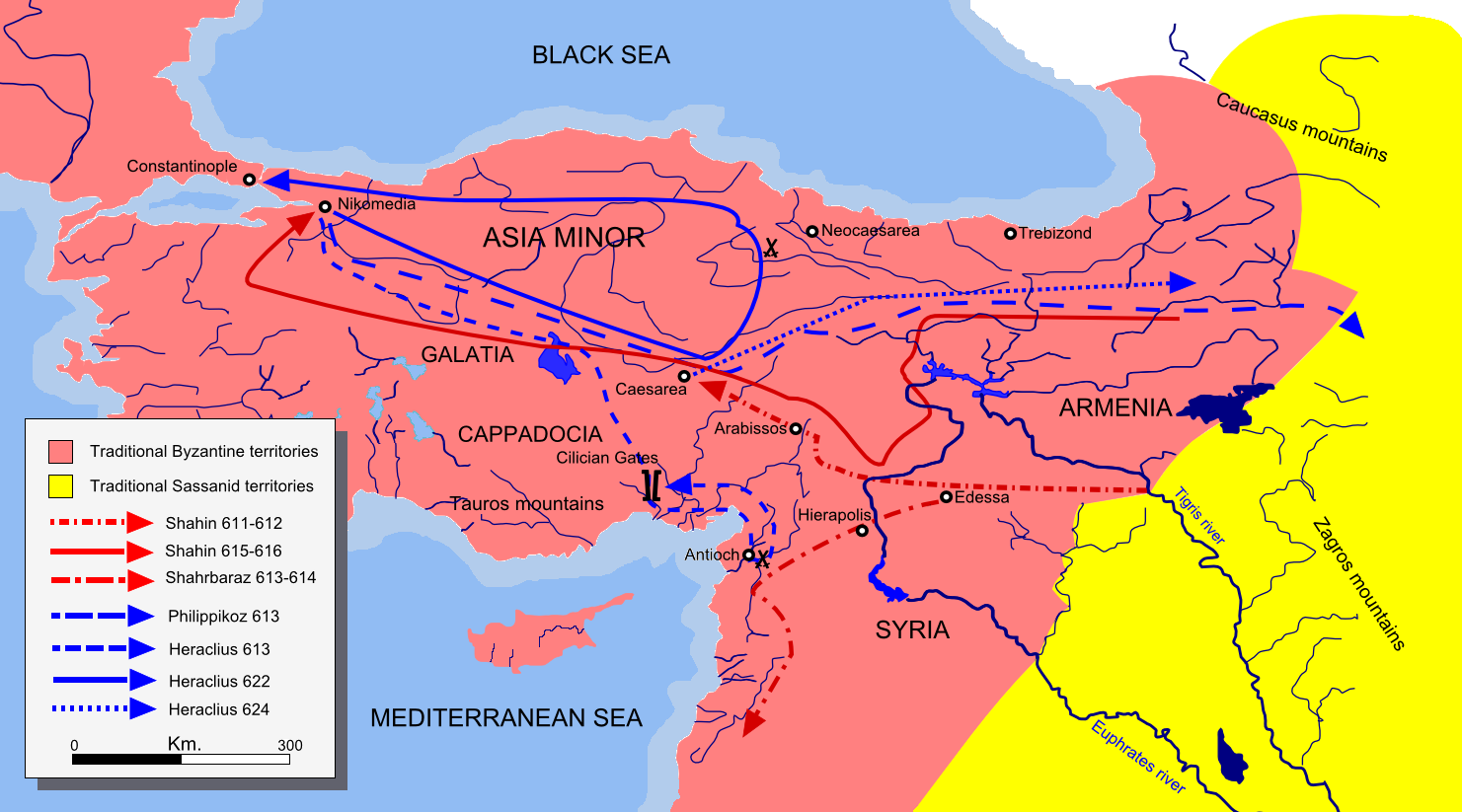
Mapa kampanii na terenach Syrii, Azji Mniejszej, Armenii i Mezopotamii w latach 611–624

Lokalny opór wobec Persów w Syrii i Palestynie nie był silny; miejscowe elity konstruowały fortyfikacje obronne, nie mogły jednak same powstrzymać Persów, więc zwykle próbowały negocjować. Miasta takie jak Damaszek, Apamea czy Emesa poddały się szybko w 613 roku, umożliwiając Sasanidom zaatakowanie obszarów dalej na południu. Niketas, kuzyn Herakliusza, próbował powstrzymywać Persów, ale został pokonany pod Adhri'at. Udało mu się jednak odnieść niewielkie zwycięstwo w pobliżu Emesy, gdzie obie strony poniosły ciężkie straty: zginęło ponoć 20 tys. żołnierzy. Poważną stratą dla Bizancjum była utrata – mimo zaciekłej obrony – Jerozolimy, po zaledwie trzech tygodniach walk. 5 maja 614 roku Persowie przy pomocy Żydów mieszkających w obrębie murów obronnych wdarli się do Jerozolimy. Wymordowano wszystkich chrześcijan, część z nich zginęła z rąk żołnierzy perskich a jeszcze więcej zabili Żydzi. Od 57 do 66,5 tysięcy mieszkańców zostało zabitych, kolejne 35 tysięcy trafiło do niewoli, a wśród nich patriarcha Zachariasz. Wiele świątyń w mieście (łącznie z Bazyliką Grobu Świętego) zostało spalonych, a liczne relikwie, wliczając w to Święty Krzyż, Włócznię Przeznaczenia i Świętą Gąbkę, wywieziono do Ktezyfonu, perskiej stolicy. Stratę tych świętości Bizantyńczycy uważali za oczywisty znak boskiego niezadowolenia. Wielu winiło Żydów za te nieszczęścia i ogólnie za porażkę w Syrii. Przyczyniły się do tego doniesienia o Żydach pomagających Persom w zajmowaniu poszczególnych miast, a w miastach już zdobytych planujących mordowanie chrześcijan, lecz wykrytych i powstrzymanych. Te informacje prawdopodobnie były przesadzone i pojawiały się w rezultacie panującej powszechnie histerii.

### Egipt
W 616 roku Szarbaraz zaatakował Egipt, który nie zaznał wojny przez trzy stulecia. Monofizyci żyjący w Egipcie, represjonowani przez bizantyńską ortodoksję, powitali perskie wojska jak wybawców. Obroną Aleksandrii dowodził Niketas. Po wytrwaniu roku w oblężeniu opór załamał się, rzekomo po tym, jak zdrajca powiadomił Persów o nieużywanym kanale, co pozwoliło im zaatakować miasto. Niketas uciekł na Cypr razem z Patriarchą Janem, swoim głównym stronnikiem w Egipcie. Dalszy los Niketasa jest niejasny z powodu braku wzmianek w źródłach. Strata Egiptu była ciężkim ciosem dla Imperium, ponieważ ludny Konstantynopol był zależny od morskich dostaw ziarna z żyznej doliny Nilu. Darmowa racja zboża dla mieszkańców stolicy cesarstwa (zwyczaj praktykowany wcześniej w Rzymie) została zniesiona w 618 roku.
Po podbiciu Egiptu Chosrow wysłał do Herakliusza następujący list:

Chosroes, największy z bogów i pan ziemi, do Herakliusza, swojego nędznego i nikczemnego niewolnika. Czemuż nadal (...) nazywasz siebie królem? Jednakże gotów jestem przebaczyć ci twe winy, jeśli się poddasz (...). Nie oszukuj się, pokładając próżną nadzieję w owym Chrystusie, co sam siebie nie potrafił wybawić od Żydów, którzy go zabili, przybijając do krzyża. Nawet gdybyś poszukał schronienia w głębinach morza, wyciągnę rękę i dostanę cię (...)

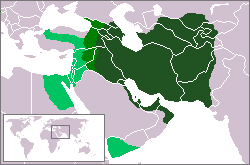
Imperium Sasanidów po zajęciu Mezopotamii, Palestyny, Syrii i Egiptu za panowania Chosrowa II ok. 620 roku

### Anatolia
Sytuacja Bizancjum pogorszyła się jeszcze bardziej, kiedy Chalkedon wpadł w ręce Szahina w 617 roku. Perskie oddziały podeszły prawie pod mury Konstantynopola. Propozycje pokojowe zostały z kurtuazją przyjęte przez Szahina, lecz nie przyniosły rezultatu, gdyż perski dowódca twierdził, że nie ma uprawnień do prowadzenia negocjacji, i odesłał Herakliusza do Chosrowa, gdzie z kolei cesarska propozycja została odrzucona. Wkrótce perskie wojska zostały zmuszone do wycofania się z Chalkedonu, ale pomimo tej porażki wciąż zachowywały przewagę, zdobywając w 620 lub 622 roku Ankarę – ważną bazę wojskową w centralnej Anatolii. Kluczowy port na Rodos także prawdopodobnie został zdobyty (w 622 lub 623 roku), co czyniło możliwym morski atak na Konstantynopol, jednak to zdarzenie jest trudne do potwierdzenia. Przerażenie w Bizancjum było tak duże, że Herakliusz rozważał przeniesienie siedziby rządu do Kartaginy w Afryce, gdzie można by było zorganizować armię i zaplanować kontratak.

## Przejęcie inicjatywy przez Bizancjum

### Reorganizacja
List Chosrowa nie zastraszył Herakliusza, przeciwnie, skłonił go do przeprowadzenia desperackich działań przeciwko Persom. Cesarz podjął zdecydowane kroki na drodze reorganizacji Bizantyńskiego Imperium, aby uczynić dalszą walkę możliwą. Już w 615 roku wypuścił nową, lżejszą (ważącą 6,82 grama) srebrną monetę przedstawiającą wizerunek Herakliusza i jego syna Konstantyna. Moneta była opatrzona inskrypcją Deus adiuta Romanis (łac. Niech Bóg pomoże Rzymianom), która prawdopodobnie była odzwierciedleniem desperacji imperium w tamtym okresie. Waga miedzianej monety – follis – także została zmniejszona z 11 gramów do 8–9. Herakliusz borykał się z poważnie obniżonymi w wyniku utraty wielu prowincji wpływami do skarbca. Mało tego w 619 roku wybuchła epidemia, która zabiła wielu ludzi, jeszcze bardziej niszcząc bazę podatkową, a także zwiększyła obawy przed karą boską. W obliczu spadających przychodów psucie monety pozwoliło Bizancjum utrzymać niezbędne wydatki na obronę.
Następnie Herakliusz obniżył o połowę płace urzędników, na skorumpowanych nałożył wysokie grzywny, zwiększył podatki i wymuszał pożyczki – wszystko to by sfinansować swoją kontrofensywę. Kler Bizancjum, pomimo wątpliwości co do kazirodczego małżeństwa Herakliusza z Martyną, silnie wsparł jego wysiłki, ogłaszając, że obowiązkiem każdego chrześcijanina jest stanąć do walki z Persami i oferując cesarzowi pożyczkę wojenną, na którą miały pójść wszystkie złocone i posrebrzane przedmioty w Konstantynopolu. Cenne metale i brąz zostały zabrane z posągów, a nawet ze świątyni Hagia Sophia. Ta kampania wojenna Herakliusza została nazwana pierwszą krucjatą, lecz niektórzy (np. Kaegi) nie zgadzają się z tym określeniem, gdyż religia była tylko jedną ze składowych przyczyn tej wojny. Tysiące ochotników zebrano i wyposażono za pieniądze kościelne. Herakliusz zdecydował się osobiście objąć dowodzenie armią. W ten sposób, bizantyńskie oddziały zostały uzupełnione, wyekwipowane i były prowadzone przez kompetentnego dowódcę, a skarbiec imperium pozostał nienaruszony.
Według dawniejszej historiografii ochotnicy mieli zostać zebrani dzięki reorganizacji zachodniej Anatolii, którą podzielono na cztery temy i gdzie wydzielono dziedziczne działki ziemi dla zgłaszających się do armii. Współcześni historycy odrzucają jednak te poglądy, twierdząc, że temy zostały utworzone później.

### Kontrofensywa Bizancjum
W 622 roku Herakliusz był gotowy do przeprowadzenia kontrofensywy. Zostawił swojego młodego syna, Konstantyna, w Konstantynopolu jako regenta, powierzając go opiece patriarchy Sergiusza i Bonusa. Wyruszył 5 kwietnia 622 roku, nazajutrz po Niedzieli Wielkanocnej. Cesarz chciał zagrozić perskim siłom zarówno w Azji Mniejszej, jak i w Syrii, dlatego najpierw jego flota skierowała się wzdłuż wybrzeża jońskiego na Rodos, a potem na wschód w kierunku Cylicji; Bizantyńczycy wylądowali w pobliżu Issos, gdzie w 333 p.n.e. Aleksander Wielki pokonał wojska perskie. Lato spędzono na treningach, aby poprawić umiejętności żołnierzy oraz zdolności dowódcze cesarza. Jesienią, maszerując w kierunku Kapadocji, Herakliusz zagroził perskim szlakom komunikacyjnym z Azji Mniejszej do doliny Eufratu. To zmusiło sasanidzkie siły pod dowództwem Szarbaraza do wycofania się z Bitynii i Galacji do wschodniej Azji Mniejszej w celu zablokowania drogi do Persji.
Nie jest do końca jasne, co nastąpiło później, ale Herakliusz z pewnością odniósł druzgocące zwycięstwo nad Szarbarazem w 622 roku w bitwie pod Issos. Kluczowe w tym starciu było odkrycie przez cesarza ukrytych perskich sił gotowych do zasadzki i następnie pozorowanie odwrotu. Persowie wyszli z kryjówki i ruszyli za wycofującym się wrogiem, jednak zostali wtedy zaatakowani przez elitarne oddziały bizantyńskiej jazdy – Optimatoi – i zmuszeni do ucieczki. Azja Mniejsza została w ten sposób uwolniona od Persów, lecz Herakliusz musiał powrócić do stolicy, by stawić czoło zagrożeniu ze strony Awarów. Swoją armię zostawił na zimę w Poncie.

### Zagrożenie ze strony Awarów
Podczas gdy Bizantyńczycy zajęci byli Persami, Awarowie i Słowianie wtargnęli do Dalmacji, zajmując szereg bizantyńskich miast – Singidunum (Belgrad), Viminacium (Kostolac), Naissus (Nisz) i Sardicę (Sofia) oraz niszcząc Salonę w 614 roku. Jednak liczne próby zdobycia drugiego miasta imperium – Salonik – nie powiodły się, co pozwoliło zachować Bizancjum ważny ośrodek w tym regionie. Inne mniejsze miasta, takie jak Jadar (Zadar), Tragurium (Trogir), Butua (Budva), Scodra (Szkodra), i Lissus (Lezha), także przetrwały inwazję. Izydor z Sewilli twierdził nawet, że Słowianie wyrwali Grecję z rąk Bizantyńczyków. Awarowie zaczęli także najeżdżać Trację, zagrażając handlowi i rolnictwu nawet w pobliżu samego Konstantynopola.
W tej sytuacji Bizantyńczycy nie mogli użyć wszystkich swoich sił przeciwko Persom, gdyż musieli zorganizować obronę przeciwko najazdom. Herakliusz wysłał poselstwo do Kagana Awarów z propozycją zapłaty trybutu w zamian za wycofanie się najeźdźców na północny brzeg Dunaju. Kagan odpowiedział propozycją spotkania 5 czerwca 623 roku w Heraklei, gdzie stacjonowała awarska armia. Herakliusz wyruszył tam razem ze swoim dworem. Kagan wysłał swoją jazdę, by schwytała cesarza, chciał bowiem otrzymać za niego wysoki okup. Herakliusz został w porę ostrzeżony o zasadzce i zdołał uciec, ścigany przez Awarów aż do Konstantynopola, jednak wielu członków jego dworu oraz rzekomo 70 tys. trackich chłopów, którzy przyszli zobaczyć swojego cesarza, zostało schwytanych i zabitych. Pomimo tej zdrady Herakliusz był zmuszony zapłacić Awarom 200 tys. solidów, wydać swojego bastarda Jana Atalarichosa, swojego bratanka Stefana oraz bastarda patrycjusza Bonusa w zamian za pokój. To pozwoliło cesarzowi całkowicie skupić się na rozprawie z Persami.

### Bizantyński atak na Persję
Herakliusz złożył Chosrowowi ofertę pokoju (prawdopodobnie w 624 roku), grożąc w przeciwnym wypadku atakiem na Persję, ale sasanidzki władca odrzucił propozycję. 25 marca 624 roku Herakliusz opuścił Konstantynopol, by zaatakować centrum perskiego państwa, tym razem wybierając drogę lądową prowadzącą przez Armenię i dzisiejszy Azerbejdżan. Przypuszczalnie jego armia liczyła nie więcej niż 40 tys. żołnierzy, najprawdopodobniej od 20 do 24 tys. Odzyskał Cezareę, następnie ruszył wzdłuż rzeki Araxes, niszcząc opanowany przez Persów Dwin (stolicę Armenii) i Nachiczewan. Pod Ganzakiem spotkał perską armię liczącą ok. 40 tys. ludzi. Wykorzystując lojalnych Arabów, schwytał i zabił część straży Chosrowa, co spowodowało rozproszenie się wrogiej armii. Następnie Herakliusz zniszczył słynną świątynię ognia w Tacht-e Solejman, ważne dla zaratusztrian święte miejsce. Rajdy wojsk cesarskich dotarły nawet do Gayshawan, rezydencji Chosrowa w Medii Atropatene.

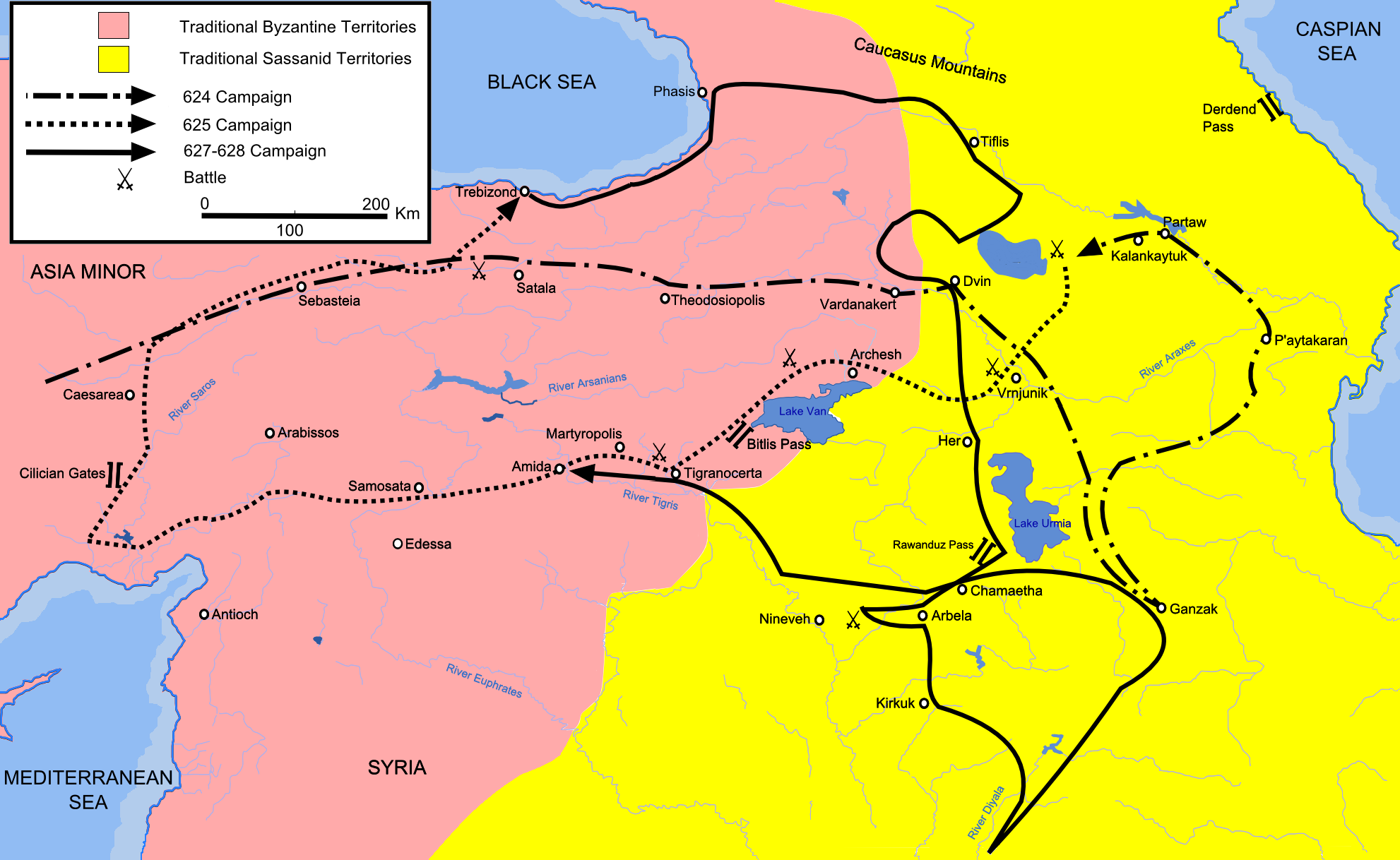
Mapa kampanii Herakliusza w latach 624, 625 i 627-628 na terenach Armenii, Azji Mniejszej i Mezopotamii

Herakliusz spędził zimę w Albanii Kaukaskiej, zbierając siły na następny rok. Chosrow nie pozwolił jednak odpocząć przeciwnikowi, wysłał trzy armie dowodzone przez Szarbaraza, Szahina i Szahraplakana z zadaniem wciągnięcia cesarza w pułapkę i zniszczenia jego sił. Szahraplakan odzyskał ziemie aż do Sjunik, by zająć przełęcze górskie. Szarbaraz miał odciąć drogę ewentualnego odwrotu armii Bizancjum przez Gruzję, a Szahin zablokować przejścia Bitlis. Herakliusz nie chciał dopuścić do połączenia się perskich armii, planował walczyć z każdą z osobna. Przed starciami przemówił do swoich przestraszonych sojuszników z Lazyki, Abchazji i Gruzji tymi słowy: „Nie pozwólcie, by liczba naszych wrogów was niepokoiła. Gdyż jeśli taka jest wola boska, jeden odeprze dziesięć tysięcy”.
Do obozu Szarbaraza wysłano dwóch fałszywych dezerterów, którzy opowiadali, że Bizantyńczycy uciekają przed Szahinem. Zazdrość panująca pomiędzy perskimi dowódcami sprawiła, że pozostałe armie Sasanidów wyruszyły, by także mieć swój udział w spodziewanym zwycięstwie. Herakliusz spotkał się z nimi pod Tigranocertą i po kolei rozbił armie Szahraplakana i Szahina. Szahin stracił swój tabor, a Szahraplakan według jednego ze źródeł został zabity, choć jego imię pojawia się w późniejszych przekazach. Po tych zwycięstwach Herakliusz przekroczył Araxes i rozbił obóz na równinie. Szahin wraz z niedobitkami swoich wojsk oraz armii Szahraplakana dołączyli do Szarbaraza podążającego za siłami cesarskimi; perska pogoń została spowolniona przez bagna. W Aliovit Szarbaraz podzielił swoje siły: 6 tys. żołnierzy wysłał z zadaniem przygotowania zasadzki na Herakliusza, reszta pozostała na miejscu. Herakliusz w lutym 625 roku niespodziewanie przeprowadził nocny atak na Aliovit i zniszczył perską bazę. Szarbaraz z trudem uciekł – nagi i w pojedynkę, stracił swój harem, tabor i ludzi.
Herakliusz spędził resztę zimy na północnym brzegu jeziora Wan. W 625 ruszył w kierunku Eufratu. W ciągu zaledwie 7 dni przeszedł Górę Ararat i dwustumilowy odcinek wzdłuż rzeki Arsanias, by zdobyć Amidę i Martyropolis – ważne fortece nad górnym Tygrysem. Podczas dalszej drogi ku Eufratowi ścigany był przez Szarbaraza. Według źródeł arabskich cesarz został zatrzymany nad Satidamą i pokonany; źródła bizantyńskie nie wspominają o tym wydarzeniu. Później wojska Herakliusza i Szarbaraza spotkały się ponownie w pobliżu Adany. Perskie siły ustawiły się na jednym brzegu rzeki Seyhan, wojska bizantyńskie nadeszły od drugiej strony. Armia cesarza od razu przypuściła szturm przez most na rzece, Szarbaraz pozorował ucieczkę, aby wciągnąć wroga w zasadzkę; awangarda wojsk bizantyńskich została zniszczona w przeciągu minut. Jednak Persowie zbyt długo ignorowali most i Herakliusz zdołał, pomimo perskiego ostrzału, poprowadzić atak swojej ariergardy, który ostatecznie przechylił szalę zwycięstwa na stronę cesarza. Szarbaraz wyraził podziw dla Herakliusza, zwracając się do będącego po stronie Persów Greka: "Widzisz, twój cesarz! Obawia się tych strzał i włóczni nie bardziej, niż robiłoby to kowadło!". Działania te złożyły się na zwycięską dla Bizantyńczyków bitwę pod Sarus. Nadchodzącą zimę 626 roku armia cesarska spędziła w Trabzonie.

## Punkt kulminacyjny wojny

### Oblężenie Konstantynopola
Chosrow widząc, że aby pokonać Bizantyńczyków, konieczny jest zdecydowany kontratak, zwerbował dwie nowe armie, sięgając po wszystkich ludzi zdolnych do walki, nawet obcokrajowców. Szahinowi powierzono 50 tys. żołnierzy z zadaniem operowania w Mezopotamii i Armenii w celu powstrzymania Herakliusza od najazdu na Persję; mniejsza armia pod dowództwem Szarbaraza prześlizgnęła się obok wojsk cesarskich i ruszyła prosto do Chalkedonu, perskiej bazy naprzeciw Konstantynopola. Chosrow porozumiał się jednocześnie z Kaganem Awarów, tak aby Konstantynopol został zaatakowany zarówno od strony azjatyckiej, jak i europejskiej. Perska armia stacjonowała w Chalkedonie, Awarowie ulokowali się po trackiej stronie stolicy Bizancjum. Bizantyńska marynarka strzegąca Bosforu utrudniała komunikację między sojusznikami, jednak bez wątpienia jakaś wymiana informacji miała miejsce.

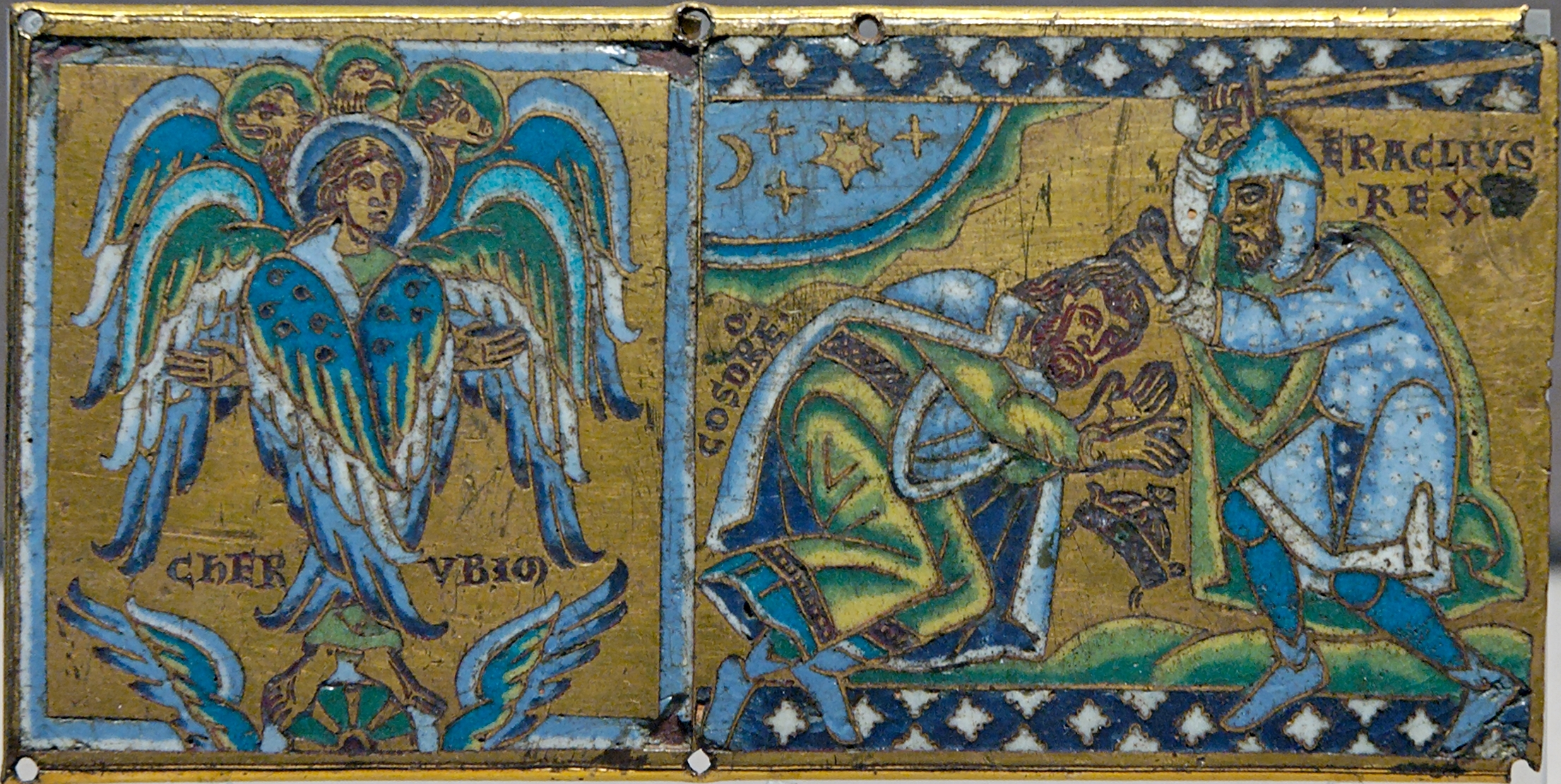
Cherub i Herakliusz przyjmują poddanie się Chosrowa II; tablica z krzyża (emalia żłobkowa na pozłacanej miedzi, 1160–1170, Paryż, Luwr)

Obroną Konstantynopola kierowali patriarcha Sergiusz i patrycjusz Bonus. Herakliusz podzielił swoją armię na trzy części; chociaż jego zdaniem stolica była w miarę bezpieczna i tak wysłał do Konstantynopola pewne posiłki, aby podnieść morale obrońców. Inna część jego armii pod dowództwem brata cesarza – Teodora – została wysłana przeciwko Szahinowi, natomiast ostatnia, najmniejsza część, pozostała pod dowództwem Herakliusza, który miał nadzieję zaatakować przy jej pomocy centrum Persji. 29 czerwca 626 roku rozpoczął się skoordynowany atak na miasto. Wewnątrz murów około 12 tys. dobrze wyszkolonych bizantyńskich kawalerzystów (zapewne pieszo) broniło miasta przed ok. 80 tys. Awarów i Słowian. Pomimo trwającego miesiąc bombardowania morale obrońców było wysokie, gdyż religijny zapał patriarchy Sergiusza i jego procesje wzdłuż murów z ikoną Maryi Dziewicy utwierdzały walczących w wierze, że Bizantyńczycy znajdują się pod boską opieką.
7 sierpnia flota perskich tratw transportująca żołnierzy przez Bosfor została otoczona i zniszczona przez greckie statki. Słowianie dowodzeni przez Awarów próbowali zaatakować nadmorskie mury od strony Złotego Rogu, podczas gdy główne siły Awarów zaatakowały mury lądowe. Galery dowodzone przez Bonusa staranowały i zniszczyły łodzie Słowian, nie powiódł się również awarski atak lądem. Na wieść o zdecydowanym zwycięstwie Teodora nad Szahinem (perski dowódca prawdopodobnie zmarł ze zgryzoty) Awarowie wycofali się na Bałkany w ciągu dwóch dni, by już nigdy poważnie nie zagrozić miastu. Mimo że armia Szarbaraza pozostała w Chalkedonie, niebezpieczeństwo dla Konstantynopola minęło. Szarbaraz przeszedł nawet na stronę Herakliusza, gdy cesarz pokazał mu przechwycone listy od Chosrowa z wyrokiem śmierci dla perskiego dowódcy. Przeniósł się następnie do północnej Syrii, gdzie łatwo mógł zdecydować, czy poprzeć Herakliusza, czy Chosrowa, zależnie od okoliczności. Neutralizacja najzdolniejszego perskiego dowódcy pozbawiła sasanidzkiego władcę części najlepszych i najbardziej doświadczonych wojsk i tym samym zabezpieczała flanki armii cesarskiej podczas planowanego ataku na Persję.

### Sojusz Bizancjum z Turkutami
Jeszcze gdy trwało oblężenia Konstantynopola, Herakliusz sprzymierzył się z ludem, który źródła bizantyńskie nazywają Chazarami i jako jego dowódcę wymienią Ziebela. Obecnie historycy uważają, że chodziło o turkucki kaganat zachodni, na którego czele stał Tong Jabgu. Władca Turkutów został obsypany bogactwami, cesarz obiecał mu także rękę porfirogenetki Eudoksji Epifanii. W zamian Tong Jabgu wysłał z Kaukazu 40-tysięczną armię, która najechała imperium Sasanidów w 626 roku, rozpoczynając trzecią wojnę persko-turkucką. Wspólne działania Bizantyńczyków i Turkutów skupiły się na oblężeniu Tbilisi, gdzie armia cesarska użyła trebuszy. Chosrow wysłał tysiąc jazdy pod dowództwem Szahraplakana, aby wzmocnić obronę miasta; miasto poddało się prawdopodobnie pod koniec 628 roku. Tong Jabgu miał umrzeć niedługo po tym wydarzeniu, oszczędzając tym samym Epifanii obowiązku poślubienia barbarzyńcy. Podczas trwania oblężenia Herakliusz pracował nad wzmocnieniem swojej bazy nad górnym Tygrysem.

### Bitwa pod Niniwą

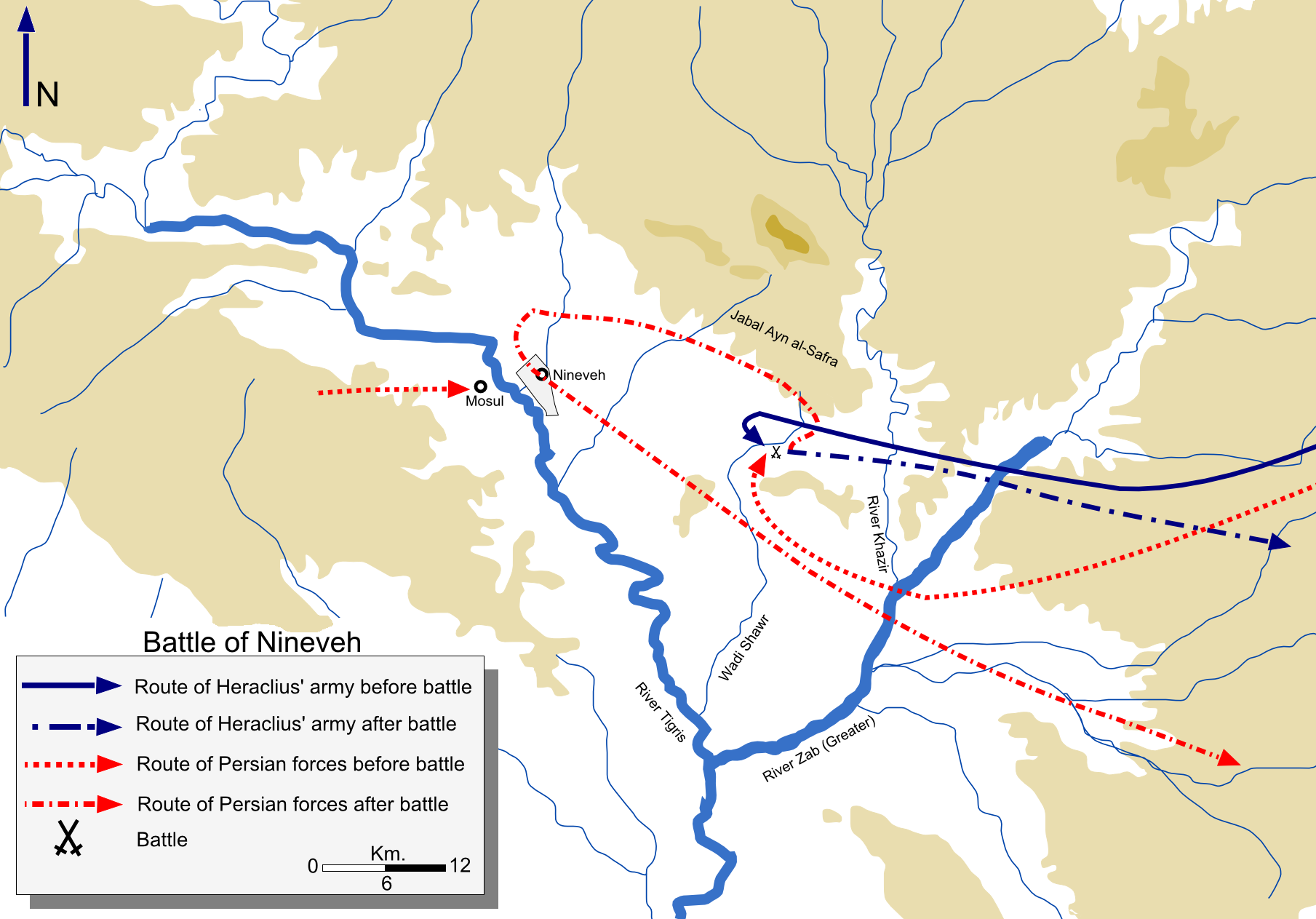
Manewry przed i po bitwie pod Niniwą

W połowie września 627 roku Herakliusz pozostawił Tong Jabgu kierowanie oblężeniem Tbilisi, a sam zaatakował centrum Persji z armią liczącą 25–50 tys. żołnierzy, wspomaganą przez 40 tys. Turkutów. Turkuci szybko opuścili cesarza z powodu niedogodnych zimowych warunków pogodowych. W głąb Persji cesarz posuwał się powoli, gdyż w pobliżu znajdowała się perska armia prowadzona przez Rahzada. Obaj dowódcy wyczekiwali odpowiedniego momentu do ataku.
Pod koniec roku w pobliżu ruin Niniwy Herakliusz związał Rahzada walką, próbując zapobiec otrzymaniu przez perską armię posiłków. Bitwa pod Niniwą rozegrała się we mgle, co zredukowało perską przewagę w łucznikach. Herakliusz upozorował odwrót, wciągnął Persów na równinę i zawrócił, zaskakując wroga. Po ośmiu godzinach walki Persowie nagle wycofali się na pobliskie wzgórza. Bitwa nie zamieniła się w pogrom, zginęło około 6 tys. perskich żołnierzy. Nicefor w swojej Krótkiej Historii sugeruje, że Rahzad wyzwał Herakliusza na pojedynek, cesarz zgodził się i zabił sasanidzkiego dowódcę jednym pchnięciem. Dwaj inni ochotnicy mieli jeszcze walczyć z Herakliuszem, obaj zostali pokonani.

### Koniec wojny

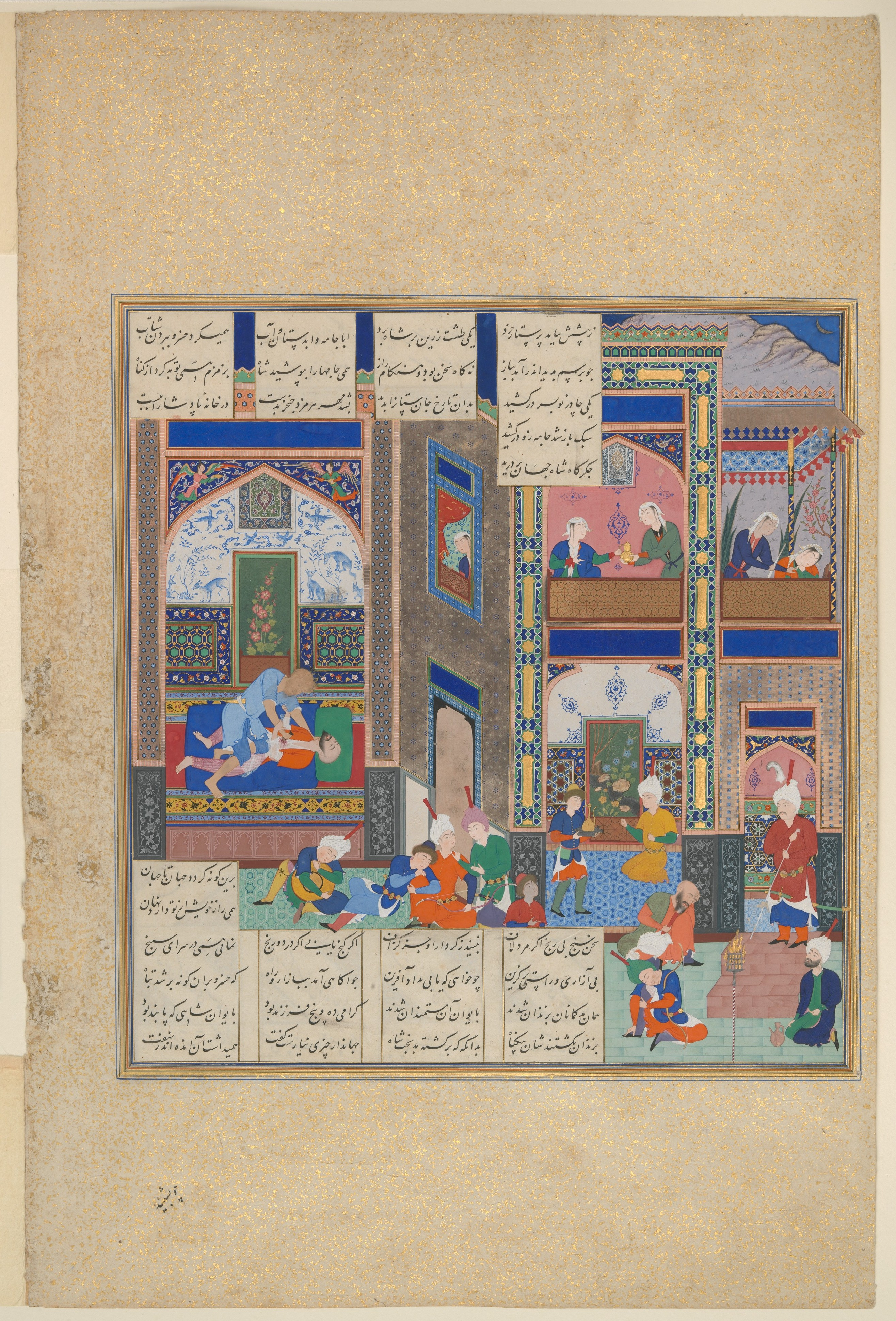
Zabicie Chosrowa, miniatura z Szahname szacha Tahmaspa przypisywana Abd as-Samadowi. Metropolitan Museum of Art

Pokonawszy wszystkie perskie armie, jakie mogły zagrozić cesarzowi, zwycięska armia Herakliusza splądrowała Dastagird, pałac Chosrowa, znajdując ogromne bogactwa i odzyskując 300 flag bizantyńskich zdobytych przez Persów. Chosrow zdążył wcześniej schronić się w górach Suzjany, gdzie próbował zorganizować wsparcie dla obrony Ktezyfonu. Herakliusz nie mógł zaatakować perskiej stolicy, gdyż na drodze stał mu kanał Nahrawan – nie do przebycia z powodu zniszczenia mostu, który łączył jego brzegi. Cesarz nie próbował przekroczyć tej przeszkody.
Perska armia wznieciła bunt i obaliła Chosrowa, wynosząc na tron jego syna Sziruje, który przyjął imię Kawada II. Chosrow trafił do lochu, gdzie po pięciu dniach o głodowych racjach pożywienia został powoli zabity strzałami z łuku. Kawad natychmiast poprosił o pokój. Herakliusz nie narzucił ciężkich warunków, wiedząc, że jego kraj także bliski jest wyczerpania. Na mocy traktatu pokojowego Bizancjum odzyskało wszystkie utracone terytoria, uwięzionych żołnierzy, otrzymało odszkodowanie i, co najważniejsze dla Bizantyńczyków, zwrócono im Święty Krzyż i inne relikwie stracone w Jerozolimie w 614 roku.

## Znaczenie

### Bezpośrednie skutki wojny

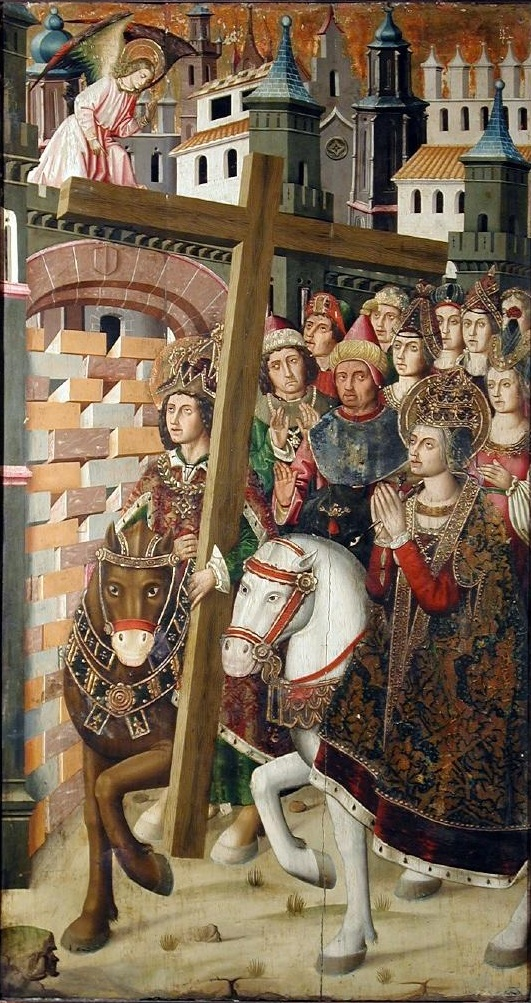
Herakliusz zwraca Święty Krzyż Jerozolimie, towarzyszy mu Święta Helena (w rzeczywistości żyła 300 lat wcześniej)

Herakliusz przybył w maju do swojego pałacu w Hierii, położonego naprzeciw Konstantynopola po azjatyckiej stronie Bosforu. Odmówił wkroczenia do stolicy bez Świętego Krzyża. Jego brat Teodor przybył do Chalkedonu dopiero w połowie września. 14 września 628 roku Herakliusz wjechał triumfalnie do Konstantynopola. Przed nim niesiono Święty Krzyż, za nim kroczyły cztery słonie, pierwsze, jakie kiedykolwiek widziano w mieście. Orszak skierował się do Hagia Sofia. Tam krzyż został powoli podniesiony i umieszczony nad ołtarzem. Dla wielu był to znak początku nowego złotego wieku dla Cesarstwa Bizantyńskiego.
Wojna umocniła pozycję Herakliusza jako jednego z największych dowódców w historii. Nazwano go „nowym Scypionem”, który przez 6 lat nie doznał porażki i poprowadził rzymskie armie tam, gdzie wcześniej nie postawiły swojej stopy. Triumfalne podniesienie Świętego Krzyża w Hagia Sofia było ukoronowaniem jego osiągnięć. Gdyby Herakliusz wtedy umarł, zostałby uznany przez historię za „największego rzymskiego wodza od czasów Juliusza Cezara”. „Żył za długo” i w okresie inwazji arabskiej jego reputacja zwycięzcy zmalała, gdyż przegrywał z najeźdźcami bitwę za bitwą.
Sasanidzi zmagali się z problemem wyboru króla. Kawad II zmarł kilka miesięcy po wstąpieniu na tron i Persja pogrążyła się w trwającym kilka lat okresie przewrotów i wojen domowych. Ardaszir III, Szarbaraz – sojusznik Herakliusza, a także kobiety – Boranducht i Azarmeducht – zdołały utrzymać się kolejno u władzy przez zaledwie kilka miesięcy. Dopiero wstąpienie w 632 roku na tron Jezdegerda III, wnuka Chosrowa II, przyniosło stabilizację. Wówczas jednak było już za późno na ratunek dla królestwa Sasanidów.

### Długofalowe skutki
Niszczący wpływ ostatniej wojny oraz stulecie niemal nieprzerwanych konfliktów bizantyńsko-perskich pozostawiły oba imperia okaleczone. Państwo Sasanidów zostało dodatkowo osłabione przez zapaść ekonomiczną, wysokie podatki, którymi finansowano kampanie Chosrowa II, oraz niepokoje religijne i rosnącą pozycję magnatów ziemskich rządzących prowincjami. Zdaniem Howarda-Johnstona: „Zwycięstwa [Herakliusza] w polu przez te wszystkie lata oraz ich polityczne reperkusje (...) ocaliły główny bastion chrześcijaństwa na Bliskim Wschodzie i poważnie osłabiły jego starego zaratusztriańskiego rywala. Wprawdzie cień na nie mogą rzucać jeszcze bardziej niezwykłe osiągnięcia militarne Arabów w następnych dwóch dekadach, ale wiedza o tym, co stało się później, nie powinna przyćmiewać ich świetności”.
Bizancjum także zostało poważnie dotknięte. Rezerwy finansowe były na wyczerpaniu, a większość Bałkanów znajdowała się w rękach Słowian. Anatolia została zdewastowana przez powtarzające się perskie inwazje, a władza imperium nad niedawno odzyskanymi obszarami – Kaukazem, Syrią, Mezopotamią rzymską, Palestyną i Egiptem – została osłabiona przez lata sasanidzkiej okupacji. Wojna bizantyńsko-sasanidzka była „pierwszym etapem w procesie, który oznaczał koniec starożytności na Bliskim Wschodzie”.

Cesarstwo Bizantyńskie po podbojach arabskich i upadku państwa Sasanidów

Żadne z imperiów nie miało czasu na odbudowę, gdyż w ciągu kilku lat spadł na nie atak Arabów (niedawno zjednoczonych przez islam), porównywalny „do ludzkiego tsunami”. Zapewne ekspansję islamską ułatwił niepotrzebnie przedłużony konflikt bizantyńsko-perski. Imperium Sasanidów szybko uległo arabskim atakom i zostało całkowicie zniszczone. Podczas wojnen arabsko-bizantyńskich wyczerpane wojną Bizancjum ponownie utraciło prowincje Syrii, Palestyny, Armenii, Egiptu, a nawet Cyrenajki i Kartaginy. Jego obszar został zredukowany do ziem dawnej Tracji, Anatolii, Cypru, Krety, Sycylii, wybrzeży Grecji i Egzarchatu Rawenny. W przeciwieństwie do Persji Imperium Rzymskie (w formie Bizancjum) przetrwało arabski atak, utrzymując swoje pozostałe terytoria i stanowczo odpierając dwa oblężenia swojej stolicy w latach 674–678 oraz 717–718.

## Armie i taktyka
Elitarnymi oddziałami perskiej jazdy byli tzw. Savārān. Ich podstawową bronią była prawdopodobnie lanca pozwalająca przeszyć dwóch ludzi jednocześnie. Konie tych żołnierzy nosiły pancerze lamelkowe w celu ochrony przed wrogimi łucznikami. Perscy łucznicy mogli razić cele z odległości 175 metrów, natomiast dokładne strzały byli w stanie oddawać z ok. 50–60 metrów.
Najważniejszą formacją bizantyńskiej armii byli katafrakci, którzy stali się symbolem Bizancjum. Nosili kolczugi, dosiadali ciężko opancerzonych koni i używali lanc jako podstawowej broni. Na ramionach mieli zamontowane małe tarcze, mogli korzystać z łuków i mieli przy sobie miecz oraz topór. Ciężka piechota bizantyńska, zwana scutati, miała małe okrągłe tarcze i nosiła zbroje lamelkowe. Używała wielu broni, które miały powstrzymać wrogą jazdę, takich jak włócznie do odparcia konnicy i topory do atakowania nóg koni. Lekka piechota bizantyńska, czyli psiloi, używała przede wszystkim łuków i nosiła tylko skórzane zbroje. Piechota odgrywała kluczową rolę w stabilizacji linii wojska podczas natarcia wrogiej konnicy, stanowiła też bazę do wypuszczania ataków własnej jazdy. Ciężka piechota Bizancjum „łączyła najlepsze cechy rzymskich legionów i starej greckiej falangi”.
Według Strategikonu, podręcznika wojny autorstwa cesarza Maurycjusza, Persowie często korzystali z łuczników, którzy byli „najszybsi, ale nie najpotężniejsi” spośród wszystkich wojowniczych narodów i unikali pogody, która mogła zaszkodzić ich łukom. Ustawienie perskich wojsk na flankach było takie samo jak w centrum. Najwyraźniej zabezpieczali się przed szarżą rzymskich wojsk uzbrojonych w lance, wybierając odpowiednio trudny teren, jako że starali się uniknąć walki wręcz. Strategikon radził zatem walkę na równinnym terenie i szybką szarżę, aby uniknąć strzał Persów.

## Historiografia
Źródła dotyczące wojny pochodzą głównie z Bizancjum. Najważniejszym z nich jest anonimowe dzieło Chronicon Paschale, pochodzące z ok. 630 roku. Z okresu wojny pochodzą dzieła, w tym wiersze, Jerzego z Pizydji. Przetrwały listy Teofilakta Symokatty. Kronika jego autorstwa, choć dotyczy lat 582–602, pozwala poznać polityczną sytuację ówczesnego Bizancjum. Zachowała się mowa Teodora Synkellosa z czasów oblężenia Konstantynopola, która zawiera kilka użytecznych informacji dotyczących niektórych wydarzeń. Istnieje też kilka zachowanych egipskich papirusów z tego okresu.
Do źródeł spoza kręgu greckiego zaliczają się Kronika Jana z Nikiu, napisana w języku koptyjskim, ale zachowana tylko w etiopskim tłumaczeniu, oraz Historia Sebeosa (chociaż co do autorstwa istnieją wątpliwości) – armeńska kompilacja różnych źródeł, tylko z grubsza ułożona chronologicznie. Historia nierówno pokrywa cały przebieg wojny. Została stworzona w celu powiązania biblijnych przepowiedni z czasami współczesnymi autorowi, co czyni ją dziełem mało obiektywnym. Przetrwało też kilka syryjskich dokumentów z tego okresu, które Dodgeon, Greatrex i Lieu uważają za najważniejsze z ówczesnych źródeł. Zalicza się do nich Kronika roku 724 Tomasza Prezbitera stworzona w 640 roku. Kronika Guidi lub inaczej Kronika Chuzestanu pozwala spojrzeć na wydarzenia z perspektywy nestoriańskiego chrześcijanina żyjącego w imperium Sasanidów.
Do późniejszych greckich źródeł zaliczają się Kroniki Teofana i Krótka historia Nikefora I. Kroniki są bardzo pomocne w odtwarzaniu struktury całej wojny. Uzupełniają ją w tym jeszcze późniejsze dzieła syryjskie, jak Kronika 1234 roku i kronika Michała Syryjczyka. Wszystkie te źródła, z wyjątkiem Krótkiej historii Nikefora i dzieła Agapiusza z Manbidżu – arabskiego chrześcijanina, czerpią wszystkie informacje ze wspólnego dokumentu, prawdopodobnie stworzonego przez VIII-wiecznego historyka – Teofila z Edessy.
Armeńska Historia rodu Artsruni z X wieku autorstwa Tomasza Artsruni prawdopodobnie powstała na podstawie źródeł podobnych do tych, z których korzystał Sebeos w swojej kompilacji. Mojżesz Daszkurantsi stworzył w X wieku Historię Armenii i korzystał z niezidentyfikowanych źródeł opisujących lata 20. VII wieku. Howard-Johnston uważał historie Mojżesza i Sebeosa za „najważniejsze spośród zachownych źródeł niemuzułmańskich”. Historia Araba chrześcijanina – patriarchy Eutychiusza z Aleksandrii – zawiera wiele błędów. Także Koran dostarcza kilka szczegółów. Oba te źródła jednak należy traktować z ostrożnością. Arabski historyk At-Tabari napisał Tarich ar-rusul wa-al-muluk (Historia proroków i królów), która zawiera dzieje dynastii Sasanidów i powstała na bazie obecnie utraconych źródeł.
Bizantyńska hagiografia, czyli żywoty świętych, a konkretnie Teodora Sykeoty i Anastazego Persa, dowiodły swojej przydatności w zrozumieniu okresu wojny. Żywot Jerzego z Khozeby pozwala pojąć stan paniki, jaki panował podczas oblężenia Jerozolimy. Istnieją pewne wątpliwości, czy żywoty świętych nie zostały zniekształcone przez wstawki z VIII i IX wieku. Numizmatyka tego okresu okazała się pomocna w datowaniu wydarzeń, podobnie jak sfragistyka. Pewne informacje można czerpać z dzieł sztuki i znalezisk archeologicznych. Źródła epigraficzne, czyli inskrypcje, przydają się tylko w ograniczonym zakresie.